# Каспер (Вајоминг)
Каспер (енгл. Casper) град је у округу Нејтрона у савезној држави Вајоминг, САД. Каспер је седиште округа Нејтрона, а по броју становника је други највећи град у Вајомингу (од њега је већи само главни град Вајоминга Шајен). Према попису из 2010, град је имао 55.321 становника.
Надимак Каспера је „град нафте“ (енгл. The Oil City). Нафта је први пут откривена 1889, око 64 km северно од Каспера. Град је и данас центар енергетске индустрије Вајоминга.
Градом управља изабрано градско веће од девет чланова и управник града (енгл. city manager) којег бира веће.

## Географија
Каспер се налази на надморској висини од 1.560 m.

## Демографија
По попису из 2010. године број становника је 401, што је 103 (34,6%) становника више него 2000. године.
|                   | 2010.        | 2000.        |
| Укупно            | 401 (100,0%) | 298 (100,0%) |
| Белци             | 382 (95,26%) | 284 (95,30%) |
| Остали            | 10 (2,494%)  | 8 (2,685%)   |
| Хиспаноамериканци | 7 (1,746%)   | 6 (2,013%)   |
| Афроамериканци    | 1 (0,249%)   | 0 (0,000%)   |
| Азијати           | 1 (0,249%)   | 0 (0,000%)   |